# Académie française

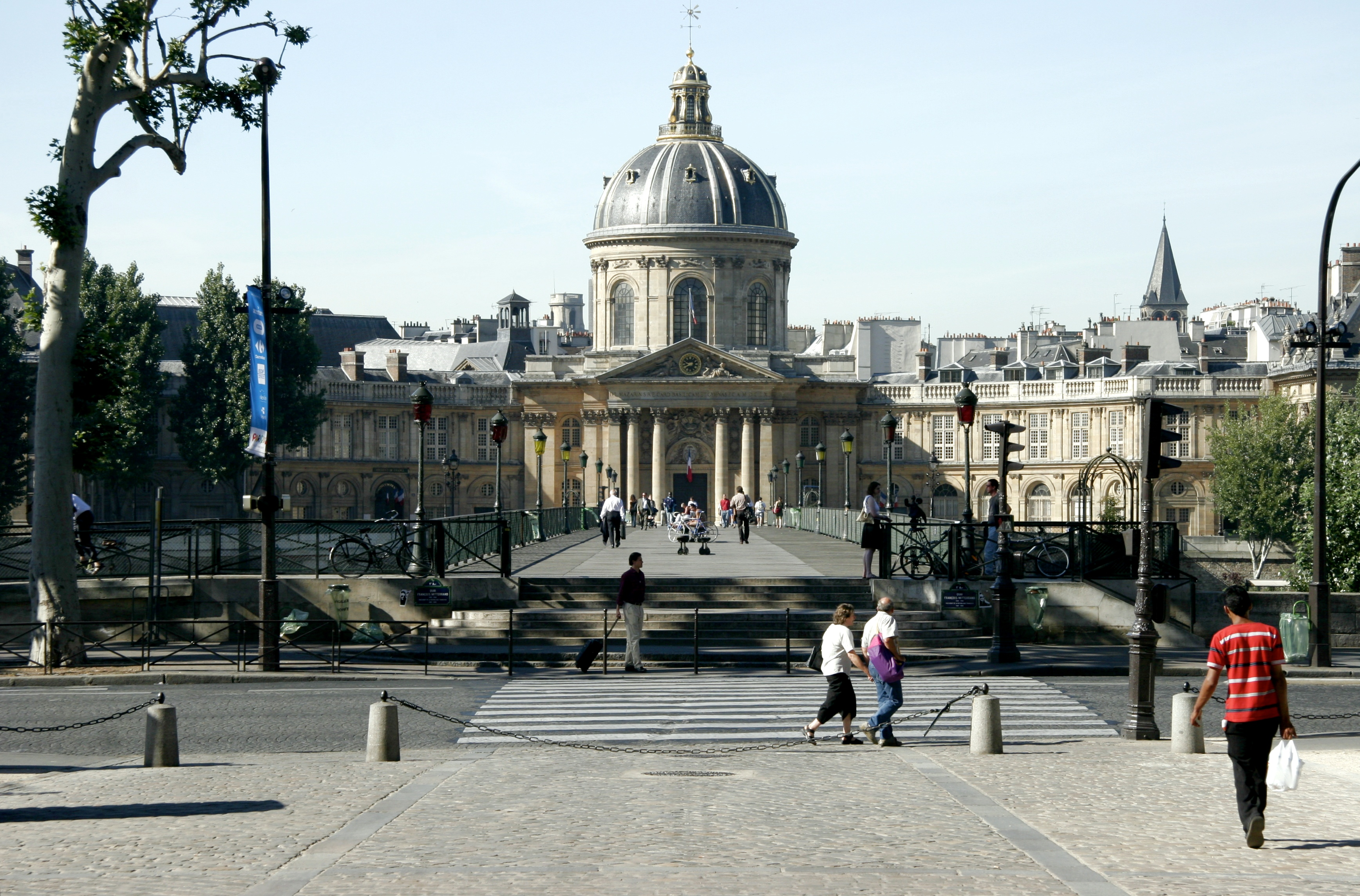
Zetel van de Académie française op de linkeroever van de Seine, 23 Quai Conti Paris 75006. Aanzicht vanuit het terrein van het Louvre over de Pont des Arts heen, 2005.

De Académie française is een officiële Franse instelling op het gebied van de Franse taal. Ze vormt samen met vier andere academies het Institut de France.
De Académie heeft twee functies: het toezien op de woordenschat en de grammatica van het Frans en het bevorderen van het gebruik van het Frans wereldwijd. Dit laatste doet men onder meer door het jaarlijks toekennen van ongeveer 60 literaire prijzen, waaronder de Prix de l'Académie française. De Académie is een zeer prestigieus instituut en heeft 40 leden.
De Académie française is een van de oudste academies van Frankrijk. Ze bestond al informeel vanaf 1629 en werd officieel opgericht en erkend in 1635 door kardinaal de Richelieu. De missie die aan de Academie is toevertrouwd, is duidelijk: "De belangrijkste functie van de Academie zal zijn om met alle mogelijke zorg en toewijding te werken aan het geven van bepaalde regels aan onze taal en om het zuiver, welsprekend en in staat om te gaan met de kunsten en wetenschappen." (Artikel 24 van de statuten)
Tijdens de Franse Revolutie werden alle academies afgeschaft en vervangen door één enkel Nationaal Instituut van Wetenschappen en Kunsten, het latere Institut de France. In 1805 richtte de eerste consul Napoleon Bonaparte binnen het Instituut een aparte klasse voor Franse taal en literatuur op, met 40 leden, naar het model van de vroegere Académie française. In 1816 bepaalde koning Lodewijk XVIII dat de klassen de naam Académie kregen, en kreeg de Académie française haar naam terug.

## Invloed
De taak van de Académie française was eenheid in de Franse taal te creëren, grammaticaregels op te stellen en de Franse taal zuiver en begrijpelijk voor allen te maken. Men begon met het maken van een woordenboek, Dictionnaire de l'Académie française, dat een normbepalende functie moest krijgen. De eerste versie van dit woordenboek werd uitgegeven in 1694. De achtste druk dateert van 1933-1936. Van de negende editie zijn twee delen verschenen, (A - Enz, 1992; Éoc - Map, 2005). De achtste en de nog incomplete, voortdurend bijgewerkte, negende editie zijn te raadplegen op de site van de Académie.
De Académie française heeft als "parlement van de Franse taal" lang een overwegende, meestal conservatieve invloed gehad. De jongste decennia is daar verandering in gekomen. De Franse regering beschikt nu ook over andere adviesorganen voor de Franse taal, zoals Conseil supérieur de la langue française en gespecialiseerde commissies. Ook de Franssprekende overheden buiten Frankrijk, zoals in Québec, beschikken over eigen instellingen. De Académie française wordt wel altijd geraadpleegd voor belangrijke kwesties, zoals aanpassingen van de spelling, maar niet altijd met veel resultaat. De Académie heeft zich in de jaren 1980-1990 tevergeefs verzet tegen de beslissingen van de Franse regering om beroepsnamen te vervrouwelijken. Zo wilde de Académie niet dat een vrouwelijke minister aangeduid wordt als la ministre in plaats van le ministre, want ministre is nu eenmaal een mannelijk woord waarvoor geen vrouwelijke vorm bestaat. Toch werd de vervrouwelijking doorgevoerd.
Ook op het vlak van de erkenning van andere talen op het Franse grondgebied neemt de instelling een uiterst francocentrische houding aan. Nog in 2008 heeft ze zich in een verklaring hevig verzet tegen het opnemen van het Catalaans, het Corsicaans, het Baskisch en het Bretons in de nieuwe Franse grondwet. Volgens de Académie vormen de regionale talen een "aanslag op de Franse identiteit".

## Deimmortels
De Franse Academie bestaat uit 40 leden, ook wel "Onsterfelijken" genoemd, waaronder een permanente secretaris - Amin Maalouf vandaag - die de instelling vertegenwoordigt bij officiële ceremonies. Academici ontvangen een netto vergoeding van circa 3810 euro per jaar, met een verdubbeling van de vergoeding voor de vier oudste leden en de vier oudste gekozen leden. De leden van de Academie vergaderen eenmaal per week, op donderdagmiddag, in besloten kring, volgens een wekelijkse agenda die wordt vastgesteld door de eeuwigdurende secretaris. De kwalificatie van onsterfelijk is te danken aan het motto À l'immortalité, gegraveerd op het zegel dat Richelieu aan de Academie heeft gegeven.
De leden worden door de Académie zelf gekozen door coöptatie. Het Franse staatshoofd moet wel elke verkiezing bekrachtigen, hetgeen bijna altijd gebeurt. Elk nieuw lid wordt verkozen voor de zetel van een overleden lid. Het kan maanden duren voor er een meerderheid is gevonden om iemand te verkiezen voor een lege zetel. Een verkozen lid neemt pas zijn zetel in de Académie in als hij officieel "ontvangen" wordt, hetgeen maanden, soms zelfs meer dan een jaar na zijn verkiezing gebeurt. Op een plechtige zitting houdt de nieuwe "immortel" een redevoering waarin zijn voorganger wordt gehuldigd, gevolgd door een ontvangsttoespraak ter ere van hemzelf, door een ander lid.
Omdat het zo lang duurt voordat de opvolger van een overleden lid geïnstalleerd is, komt het uiterst zelden voor dat er precies veertig leden aanwezig zijn.
De leden worden gekozen voor het leven. Ze kunnen geen ontslag nemen. Ook als een académicien weigert nog langer deel te nemen aan de werkzaamheden van de Académie, blijft hij formeel deel ervan uitmaken tot zijn overlijden. Na de Tweede Wereldoorlog werden vier leden die veroordeeld waren voor collaboratie uit de Académie gezet. De zetels van twee van hen, Abel Bonnard en Abel Hermant, werden nog tijdens hun leven toegewezen aan anderen, maar de zetels van de andere twee, maarschalk Pétain en de extreemrechtse publicist Charles Maurras, bleven buiten gebruik tot hun overlijden. Ook eerder al werden verscheidene leden geroyeerd, de eerste was Antoine Furetière in 1685 (zetel 31). Jean-Sifrein Maury verloor zelfs tweemaal zijn zetel, in 1803 (zetel 8) en in 1816 (zetel 15).
Kenmerkend voor de Académie française is dat niet alle leden taal- en letterkundigen zijn. Men vindt er ook schrijvers in de ruime zin van het woord: filosofen, geschiedschrijvers, wetenschappers, journalisten, staatslieden en zelfs generaals en hoge geestelijken. Het wordt als een grote eer beschouwd om gekozen te worden in de Académie française.
In 1980 werd Marguerite Yourcenar als eerste vrouw toegelaten tot de Académie. Sindsdien zijn nog zeven vrouwen lid geworden, waaronder de historica Hélène Carrère d'Encausse, de vorige permanente secretaris.
Tijdens plechtige zittingen dragen de leden speciale kleding, de zogenoemde habit vert. Dit uniform werd ontworpen tijdens het consulaat. Ze krijgen tevens een speciaal voor hen vervaardigde degen, behalve geestelijken (die niet geacht worden wapens te dragen). Dit is een gevolg van een privilege uit het ancien régime, dat académiciens het recht gaf een degen te dragen, ook als ze niet van adel waren.
De Académie is, samen met de andere vier académies van het Institut de France, gevestigd in het Collège des Quatre-Nations in Parijs.

## Huidige leden
1. Mgr. Claude Dagens, bisschop en schrijver
2. Dany Laferrière, journalist en schrijver
3. vacant sinds 1 september 2021
4. Jean-Luc Marion, filosoof
5. Andreï Makine, schrijver
6. vacant sinds 27 april 2023
7. Jules Hoffmann, bioloog
8. Daniel Rondeau, schrijver, journalist en diplomaat
9. Patrick Grainville, schrijver
10. Florence Delay, schrijver
11. Gabriel de Broglie, historicus
12. Chantal Thomas, schrijfster
13. Maurizio Serra, schrijver, historicus en Italiaans diplomaat
14. vacant sinds 5 augustus 2023
15. Frédéric Vitoux, journalist en schrijver
16. vacant sinds 2 december 2020
17. Érik Orsenna, politicus en schrijver
18. Mario Vargas Llosa, schrijver
19. Sylviane Agacinski, filosofe
20. Angelo Rinaldi, schrijver
21. Alain Finkielkraut, filosoof en schrijver
22. vacant sinds 27 januari 2022
23. Pierre Rosenberg, kunsthistoricus
24. François Sureau, advocaat en schrijver
25. Dominique Fernandez, schrijver
26. Jean-Marie Rouart, schrijver
27. Pierre Nora, historicus
28. Jean-Christophe Rufin, dokter en schrijver
29. Amin Maalouf, schrijver
30. Danièle Sallenave, schrijfster
31. Michael Edwards, Brits dichter, vertaler, hoogleraar aan het Collège de France
32. Pascal Ory, historicus
33. Dominique Bona, schrijfster
34. François Cheng, schrijver
35. Antoine Compagnon, schrijver
36. Barbara Cassin, filologe-filosofe
37. Michel Zink, taalkundige en mediëvist
38. Marc Lambron, schrijver
39. Jean Clair, schrijver
40. Xavier Darcos, politicus